# Близкоизточен технически университет
Близкоизточен технически университет (на турски: Orta Doğu Teknik Üniversitesi, съкратено ODTÜ, на английски: Middle East Technical University, съкратено METU) е публичен университет и изследователски център в Анкара, съсредоточен върху преподаването и изследванията по инженерство и естествени науки. Обучението е на английски език.
Университетът е организиран в 5 факултета, общо съдържащи 41 академични департамента.
- Архитектурен факултет: Архитектура, Градско и регионално планиране, Индустриален дизайн
- Факултет за изкуства и науки: Биология, Химия, Математика, Молекулярна биология и генетика, Философия, Физика, Психология, Социология, Статистика
- Факултет за икономически и административни науки: Бизнес администрация, Икономика, Международни отношения, Политически науки, Публична администрация
- Факултет по педагогика: Компютърно обучение и образователни технологии, Педагогика, Начална педагогика, Чуждоезикова педагогика, Физическо възпитание и спорт, Математика и науки в средното образование
- Инженерен факултет: Космическо инженерство, Инженерна химия, Строително инженерство, Компютърно инженерство, Електроника и електротехника, Инженерни науки, Инженерство на околната среда, Хранително-вкусова промишленост, Инженерна геология, Индустриално инженерство, Машинно инженерство, Металургия и материали, Минно инженерство, Петролна промишленост

Университетът предлага програми за следдипломна квалификация в следните направления:
- Приложна математика
- Информатика
- Морски науки
- Естествени и приложни науки
- Обществени науки

METU отговаря за управлението на турските домейн имена (.tr).